# ویرجینیا ترشر
ویرجینیا ترَشر (انگلیسی: Virginia Thrasher؛ زادهٔ ۲۸ فوریهٔ ۱۹۹۷) تیرانداز اهل ایالات متحده آمریکا است.
او نخستین ورزشکاری بود که در بازی‌های المپیک تابستانی ۲۰۱۶ ریو مدال طلا گرفت. ترشر این مدال را در رشتهٔ تفنگ بادی ۱۰ متر و در رقابت با دو ورزشکار عنوان دار چینی، دو لی و یی سیلینگ کسب کرد. او پیش از بازی‌های المپیک به اسکیت نمایشی می‌پرداخت.